# 映射度
在拓扑学中，两个同维数流形之间的连续映射的度数（degree）非正式地说是一个点被盖住的次数。一个映射的度数可用同调群，或（对光滑映射）正则值的原像定义。它是卷绕数的一个推广。例如，考虑复平面上映射 zn，视为 S2 到自身的映射，具有度数 n，它将球面绕自身缠了 n 圈。
在物理学中，连续映射的度数，比如从空间到有序参数集的一个映射，是拓扑量子数的一个例子。

## 从一个圆周到自身
最简单也最重要的例子是从圆周到自身一个连续映射的度数（这称为卷绕数）：
{\displaystyle f\colon S^{1}\to S^{1}.\,}
存在投影：
{\displaystyle \mathbb {R} \to S^{1}=\mathbb {R} /\mathbb {Z} \,},  {\displaystyle x\mapsto [x],}
这里 [x] 是 x 模 1 等价类（即 {\displaystyle x\sim y} 当且仅当 {\displaystyle x-y} 是整数）。 
如果
{\displaystyle f:S^{1}\to S^{1}\,}
连续则存在一个连续映射
{\displaystyle F:\mathbb {R} \to \mathbb {R} ,}
称为 f 到 {\displaystyle \mathbb {R} } 的提升，使得 f([z]) = [F(z)]。这样一个提升在差一个整数相加下惟一确定，且
{\displaystyle \deg(f)=F(x+1)-F(x).\,}
注意到
{\displaystyle F(x+1)-F(x)\,}
是一个整数且关于 {\displaystyle x} 也连续；实数线上局部常值函数一定是常数。从而此定义与 {\displaystyle x} 的选择无关。

## 流形之间

### 代数拓扑
设 X 与 Y 是一个闭连通定向 m-维流形。流形的定向性蕴含最高阶同调群同构于 Z。选取一个定向意味着选取最高阶同调群的一个生成元。
一个连续映射 f : X→Y 诱导从 Hm(X) 到 Hm(Y) 的同态 f*。设 [X] 是选定的 Hm(X) 的生成元，或言 X 基本类。则 f 的度数定义为f*([X])。换句话说，
{\displaystyle f_{*}([X])=\deg(f)[Y]\,.}
如果 y 属于 Y 且 f-1(y) 是一个有限集合，f 的度数可以通过考虑 X 在 f-1(y) 每个点的 m-阶局部同调群计算出来。

### 微分拓扑
在微分拓扑的语言中，一个连续映射的度数可如下定义：如果 f 是一个连续映射，定义域是一个紧流形，设 p 是 f 的一个正则值，考虑有限集合
{\displaystyle f^{-1}(p)=\{x_{1},x_{2},..,x_{n}\}\,.}
由 p 是一个正则值，在每个 xi 的一个邻域中映射 f 是局部微分同胚（这是一个覆盖映射）。微分同胚可以为保持定向或反定向。设 r 是 xi 中 f 保持定向的个数，而 s 是反定向的个数。当 f 的定义域是连通的，数 r - s 与 p 的选取无关，我们定义 f 的度数为 r - s。这个定义与上一节代数拓扑定义重合。
同样的定义对带边界的紧流形也成立，但此时 f 需将 X 的边界送到 Y 的边界。 
我们也可以像上面一样类似定义模 2 度数 (deg2(f))，取 Z2 同调中的基本类即可。在此情形 deg2(f) 是 Z2 中一个元素，流形不要求可定向。与上类似，如果 n 是 p 原像的个数，则 deg2(f) 是 n 模 2。
微分形式的积分给出 （C∞-）奇异同调与德拉姆上同调之间的一个配对：<[c], [ω]> = ∫cω，这里 [c] 是由圈 c 代表的同调类，ω 是代表一个德拉姆上同调类的一个闭形式。对定向 m-维流形之间的一个连续映射 f : X→Y，我们有
{\displaystyle \langle f_{*}[c],[\omega ]\rangle =\langle [c],f^{*}[\omega ]\rangle ,}
这里 f* 与 f* 分别是在链与形式上的诱导映射。因为 f*[X] = deg f · [Y]，我们有
{\displaystyle \deg f\int _{Y}\omega =\int _{X}f^{*}\omega \,}
对任意 Y 上 m-形式 ω。

## 性质

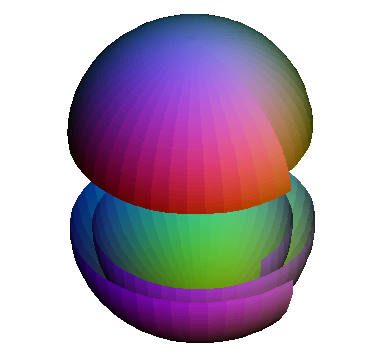
从球面到自身度数为 2 的一个映射。

映射度是同伦不变量；而且从球面到自身的连续映射是完全同伦不变量，即两个映射 {\displaystyle f,g:S^{n}\to S^{n}\,} 同伦当且仅当 {\displaystyle \deg(f)=\deg(g)}。
换句话说，度数是一个同构 {\displaystyle [S^{n},S^{n}]=\pi _{n}S^{n}\to \mathbf {Z} }。